# Quercus muehlenbergii
Quercus muehlenbergii Engelm. – gatunek rośliny z rodziny bukowatych (Fagaceae Dumort.). Występuje naturalnie w Kanadzie (w prowincji Ontario), środkowych i wschodnich Stanach Zjednoczonych (w Alabamie, Arkansas, Connecticut, Dystrykcie Kolumbii, Delaware, na Florydzie, w Georgii, Iowa, Illinois, Indianie, Kansas, Kentucky, Luizjanie, Massachusetts, Marylandzie, Michigan, Minnesocie, Missouri, Missisipi, Północnej Karolinie, Nebrasce, New Jersey, Nowym Meksyku, stanie Nowy Jork, Ohio, Oklahomie, Pensylwanii, Południowej Karolinie, Tennessee, Teksasie, Wirginii, Vermoncie, Wisconsin i Wirginii Zachodniej) oraz Meksyku (w stanach Coahuila, Nuevo León, Hidalgo i Tamaulipas). 

## Morfologia

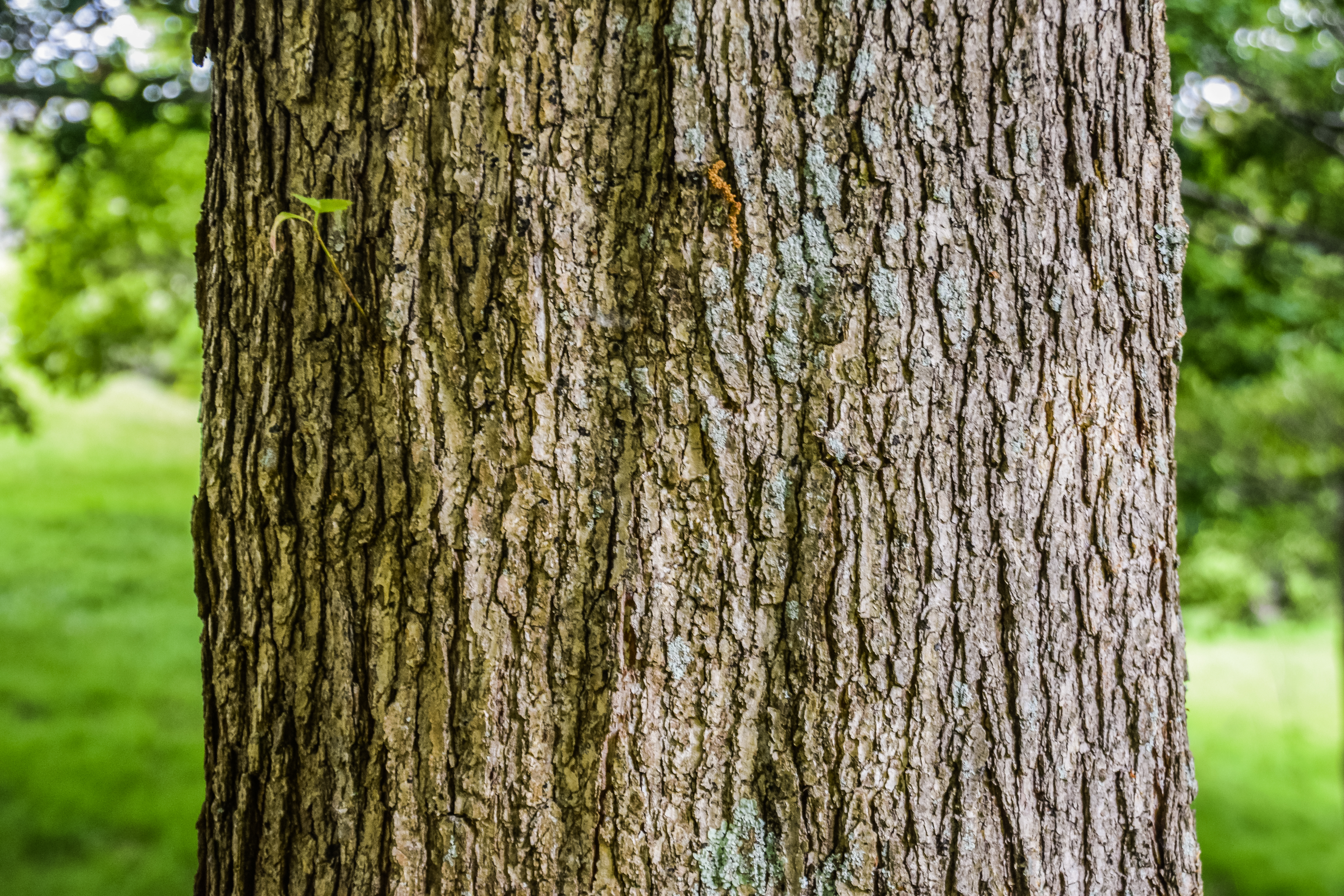
Kora

PokrójZrzucające liście drzewo dorastające do 30 m wysokości. Kora ma szarą barwę.
LiścieBlaszka liściowa jest skórzasta i ma kształt od odwrotnie jajowatego do lancetowatego. Mierzy 5–15 cm długości oraz 4–8 cm szerokości, jest klapowana lub ząbkowana na brzegu, ma nasadę od uciętej do klinowej i ostry lub spiczasty wierzchołek. Ogonek liściowy jest nagi i ma 1–3 cm długości.
OwoceOrzechy zwane żołędziami o kształcie od jajowatego do podługowatego, dorastają do 15–20 mm długości i 10–13 mm średnicy. Osadzone są pojedynczo w miseczkach w kształcie kubka, które mierzą 4–12 mm długości i 8–22 mm średnicy. Orzechy otulone są w miseczkach do 25–50% ich długości.

## Biologia i ekologia
Rośnie w lasach mieszanych oraz zaroślach. Występuje na wysokości do 2300 m n.p.m.